# Вильнёв-Сен-Жермен
Вильнёв-Сен-Жерме́н (фр. Villeneuve-Saint-Germain) — коммуна во Франции, находится в регионе Пикардия. Департамент коммуны — Эна. Входит в состав кантона Суасон-1. Округ коммуны — Суасон.
Код INSEE коммуны — 02805.

## Население
Население коммуны на 2010 год составляло 2438 человек.
| 1962 | 1968 | 1975 | 1982 | 1990 | 1999 | 2010 |
| ---- | ---- | ---- | ---- | ---- | ---- | ---- |
| 1850 | 2783 | 2919 | 2833 | 2580 | 2313 | 2438 |

## Экономика
В 2010 году среди 1597 человек трудоспособного возраста (15—64 лет) 1133 были экономически активными, 464 — неактивными (показатель активности — 70,9 %, в 1999 году было 67,1 %). Из 1133 активных жителей работали 977 человек (549 мужчин и 428 женщин), безработных было 156 (70 мужчин и 86 женщин). Среди 464 неактивных 132 человека были учениками или студентами, 152 — пенсионерами, 180 были неактивными по другим причинам.